# 小川紗良
小川 紗良（おがわ さら、1996年6月8日 - ）は、日本の文筆家・映像作家・俳優・ラジオナビゲーター。東京都出身。東京都立国際高等学校、早稲田大学文化構想学部多元文化論系卒業。

## 来歴
東京都立国際高校のときに雑誌の専属モデルになり芸能界へ。また同じ頃、高校行事のドキュメンタリーを撮ったことをきっかけに映像制作を始める。
俳優、映画監督、文筆家として活動している。
俳優として、初主演映画『イノセント15』はテアトル新宿・アップリンク渋谷で異例のロングラン上映され、海外の映画祭にも出品された。また2018年公開の主演映画『聖なるもの』はプチョン国際ファンタスティック映画祭長編コンペティション部門で審査員特別賞を受賞した。
映画監督として、早稲田大学在学中につくった初の短編監督作『あさつゆ』、2作目『BEATOPIA』、3作目『最期の星』がゆうばり国際ファンタスティック映画祭にて3年連続で上映された。『最期の星』は第40回ぴあフィルムフェスティバル コンペティション部門 PFFアワード2018に入選。早稲田大学で教鞭をとる是枝裕和監督の門下生でもあった。大学卒業後に手がけた初の長編監督作『海辺の金魚』（2021年）は第22回 韓国・全州（チョンジュ）国際映画祭インターナショナルコンペティション部門など、海外の映画祭にも正式招待された。
文筆家として、映画監督作を自ら小説化した連作短編集『海辺の金魚』（2021年）をポプラ社より刊行した。フォトエッセイ『猫にまたたび』（2021年12月1日）をblueprintより刊行。2024年に、年に1度のスローマガジンとして雑誌『とおまわり』を創刊した。
2022年7月22日、自身のツイッター、インスタグラムにて一般男性との結婚を報告した。
2023年1月1日より、ラジオ番組 J-WAVE『ACROSS THE SKY』のナビゲーターを玄理から引き継ぎ、務めている。同年、“あえて「遠回り」をしながら、読みもの・映像作品・暮らしの道具などをお届けします” として、「とおまわり」プロジェクトを開始。
抱っこ紐 Konny のように、コンセプトに惹かれる企業のブランドムービーの監督・撮影・編集も手掛ける。
事務所は、ヒラタオフィスを経て、2023年10月より創作の拠点として合同会社とおまわりを設立。2025年4月より、BLUE LABELとアーティスト契約を結んだ

## 人物
- 趣味は映画・舞台鑑賞[4]・写真[23]。高校時代はジャズ部でトランペットを担当。幼少期から絵本を書いたり、ピアノで曲を作るなどものづくりが好きであった[24]。好きな作家はさくらももこ、江国香織、綿矢りさ[25] など。
- 仕事のきっかけは高校時代から目黒シネマに通い、名画座で岩井俊二、市川準、犬童一心監督作品を中心に何度も鑑賞したこと[26]。大学入学後は早稲田松竹にも通い、『狂い咲きサンダーロード』『逆噴射家族』をオールナイト上映で見たこともあり、街の景色や観客も含めて記憶される映画の世界にのめり込んだ。高校時代から映像制作をしているが、この根底にはどんな関わり方でもいいから「面白い作品に1本でも多く関わりたい」という思いがあるという[26]。なお、学生時代に1作品監督・主演の2役も経験しているが、頭が混乱したのでプロとしては1作品内ではどちらかに専念したいと述べている[26]。
- ラジオ好きであり[25]、ポッドキャスト、TBSラジオ『空気階段の踊り場』、ニッポン放送『オードリーのオールナイトニッポン』、ハロー!プロジェクト関連のラジオ番組、みちょぱ、神田伯山のラジオ番組を好んでいる[27]。2020年10月、文化放送の特別番組『文化放送サタデープレミアム 小川紗良の夢みるラジオ』を担当、DJに初挑戦した[28]。
- 『タッチ』、『美少女戦士セーラームーン』、サンリオ、ハロー!プロジェクトなども好きである[25]。
- 大学の同期生に女優の井桁弘恵がいる[29]。
- 母親の故郷・鹿児島県阿久根市で映画撮影をしたのをきっかけにアクネ大使を務めている[30][31]。
- 小学5年生のときに描いたイワシなどの絵が、JR九州 博多駅のタイル画アートになっている[32][33]。
- 保育士の資格を持っている[34][35]。

## プロジェクト
- 「とおまわり」（2023年3月 -）HP[17]、YouTubeチャンネル[18]、インスタグラム[19]、創業ストーリー[20]

## 出演

### ラジオ
- ACROSS THE SKY（2023年1月1日 - 、J-WAVE） - 毎週日曜 午前9時-12時、ナビゲーター[16] [36]

### テレビドラマ
- 地獄先生ぬ〜べ〜（2014年10月11日 - 12月13日、日本テレビ）- 古田真梨子 役
- 連続テレビ小説（NHK）
  - まれ 第132話（2015年8月29日）- 金沢からきた客 役
  - まんぷく 第128話 - 第151話（2019年3月4日 - 3月30日） - 立花幸 役[37][38][39][40]
- 崖っぷちホテル! 第8話（2018年6月3日、日本テレビ） - マナヒラ王国 王女イレーネ 役[41][42][43]
- ブラックスキャンダル（2018年10月4日 - 12月6日、読売テレビ・日本テレビ） - 小嶋夏恋 役[44][45][46][47]
- 10神スパイ大作戦〜コード・バリカタ〜（2019年1月14日 - 3月4日、FBS福岡放送など10局で放送） - 呉服町マチ子 役[48][49]
- 向かいのバズる家族（2019年4月4日 - 6月6日、読売テレビ） - 盛田桃 役[50][51]
- やすらぎの刻〜道 第154話 - （2019年11月8日 - 、テレビ朝日開局60周年記念 帯ドラマ劇場） - 根来結 役
- アライブ がん専門医のカルテ 第2話 - 最終話（2020年1月16日 - 3月19日、フジテレビ） - 佐倉莉子 役[52]
- サイレント・ヴォイス 行動心理捜査官・楯岡絵麻 Season2 第4話（2020年5月2日、BSテレ東） - 星野舞 役[53][54]
- ディア・ペイシェント〜絆のカルテ〜（2020年7月17日 - 9月18日、NHK総合 / 2020年7月15日 - 9月16日、NHK BS4K） - 渡辺美咲 役
- 名建築で昼食を（2020年8月15日 - 10月17日、テレビ大阪、BSテレ東、BSテレ東4K） - 山口綾子 役[55]
- ジモトに帰れないワケあり男子の14の事情 第1話・第2話・最終話（2021年4月17日・24日・6月19日、朝日放送テレビ、テレビ朝日） - ヒロイン・みのり 役
- 探偵☆星鴨 第3話（2021年5月10日、日本テレビ） - 玉城香織 役
- スイートリベンジ 第7話・第8話（2021年8月30日 - 、FOD配信 / 2021年10月12日・19日、フジテレビ） - アサミ 役[56]

### 映画
- イノセント15（INNOCENT15）（2016年） - 主演・佐田成美 役（W主演）[7][57][58][59][60][61][62][63]
- みんなでいこう（2016年） - 出演 愛美 役 （早稲田大学 是枝裕和教授 2015年度映像制作実習作品）
- 聖なるもの（2018年） - 主演・小川 役（W主演）[64][65][66][67][68]
- リバーズ・エッジ（2018年） - 出演
- ウィッチ・フウィッチ（2018年） - 主演・イチゴ 役（W主演）[69][70][71]
- さかな（2018年） - 出演 山下ゆかり 役[72]
- ビューティフルドリーマー（2020年） - 主演・サラ 役[73][74][75][76][77]
- DIVOC-12 「あこがれマガジン」（2021年10月1日 -） - 主演・ミオ 役[78][79]
- アウトソーシング（2022年3月13日・18日、第17回大阪アジアン映画祭） - ヒロイン・高野麻未 役[80]
- ファンタスマゴリー ザ・ゴーストショー（2022年10月1日 -） - 主演・エナ 役[81][82]

### バラエティ
- サン・ジェルマン伯爵は知っている（2019年4月17日 - 2020年3月20日、テレビ朝日） MC[83]

### ネットテレビ
- ドラマ フォローされたら終わり（2019年10月27日 - 12月15日、AbemaTV） - ヒロイン・青柳ゆま 役
- トークバラエティ 小川紗良のさらまわし（2019年 - 2023年3月、テレ朝動画 logirl ロガール） MC[84]
- トークバラエティ メルマ旬報.TV（2020年11月6日 BS12放送、Yahoo! STOVE）[85][86][87]
- ドラマ 惑星サザーランドへようこそ（2021年5月28日 -、YouTubeチャンネルみせたいすがた）- 波多野 役[88]
- ドラマ 初情事まであと1時間 第9話（2021年9月10日 -、TELASA、J:COMオンデマンドほか）- 主演・鈴木 役[89]
- ドラマ 湯あがりスケッチ（2022年2月3日 - 全8話、ひかりTV）- 主演・ 澤井穂波 役[90][91][92][93]
- ドラマ ショート・プログラム 9.『なにがなんだか』（2022年3月6日 - 、Amazon Prime Video） - ヒロイン・西島さとみ 役[94][95]

### ショートムービー
- Google マップ ウェブムービー「Pokémon Challenge（来たれ！真のポケモンマスター）」（2014年4月1日）[96]
  - 「ポケモンGO」誕生のきっかけとなったGoogleエイプリルフール企画[97][98][99]
- 夏の巫女（2016年） - 凪 役[100]
- SHISHAMO ワンマンツアー2017春「明日メトロですれちがうのは、魔法のような恋」"メトロ編" - こだま 役
- 「しんきんガール」信用金庫×関取花（2017年） - リンコ 役
- MOROHA「MOROHA BEST～十年再録～」初回限定盤DVD「初恋」（2018年6月6日） - ナレーション
- JR東海「うまし うるわし 奈良」ウェブムービー 【奈良旅】わたしと先輩のハレ詣で～橿原神宮・今井町編～（2019年8月28日）
- 内閣官房 新型コロナウイルス等感染症対策推進室 スペシャル・ムービー「iとi」（2022年3月31日）[101]
- ホッピーはっぴいしあたー「犬島犬子」（2022年6月 -） - 小山星砂 役[102]

### 舞台
- Superendroller LIVE ″scene03″「monster & moonstar」（2017年3月24日 - 28日 VACANT原宿） - 輪 役[103]
- 新訳「ゴドーを待ちながら」リーディングワーク・イン・プログレス公演（2017年6月6日 早稲田小劇場どらま館） - 少年 役[104]
- ロロいつ高シリーズ
  - いつだって窓際であたしたち（2025年6月17日 - 22日、武蔵野芸能劇場 小劇場）[105]
  - 校舎、ナイトクルージング（2025年7月8日 - 13日、武蔵野芸能劇場 小劇場）[105]

### ポッドキャスト
- ヘラルボニー TONE FROM MUSEUM ～聴く美術館～（2023年4月28日 - 9月24日）[106]

### MV
- ACCESSキャンペーンソング「春の歌」（2014年2月、3月、6月11日）[107][108]
  - プロデュース：桜井和寿（Mr.Children）、GAKU-MC 歌：POSSESSION=80.2 POR CENTO
- 乃木坂46「私、起きる。」（2014年10月8日）[109]
- Good Coming「君が笑えればいい」（2015年9月16日）[110]
- ぼくのりりっくのぼうよみ「在り処」Portrait Film（LINE LIVE） （2017年2月7日）
- ハジ→ 「ラブレター。feat.井上苑子」（2017年12月7日）[111]
- 吉澤嘉代子 「女優」（2018年10月23日）[112][113]
- ゲスの極み乙女。「ドグマン」（2018年11月22日）[114][115]
- バレーボウイズ「渚をドライブ」（2019年4月3日）[116]
- Ghost like girlfriend「girlfriend」（2019年6月18日）[117]
- Eve「ドラマツルギー」（2019年11月20日）
- ともき「ひまつぶし」（2021年1月16日）[118]
- 映秀。「笑い話」（2021年4月8日）[119]
- sumika「アンコール」（2021年12月2日）[120][121]

### CDジャケット
- 銀杏BOYZトリビュートアルバム『きれいなひとりぼっちたち』（2016年12月7日）[122][123]、同2LP+7inch （2017年5月17日）
- 吉澤嘉代子『女優姉妹』（2018年11月7日）[124][112]

### テレビCM
- ガンホー「パズル&ドラゴンズ」 パレード篇、双子龍篇（2014年）
- リクルート「リクナビNEXT」 続・応援歌 屋上遊園地篇（2017年）
- ユニバーサル・スタジオ・ジャパン（USJ）「ウインター・イン・ザ・ウィザーディング・ワールド・オブ・ハリー・ポッター」（2018年）
- 東京海上日動あんしん生命保険
  - 「ひとりひとりの生きるのそばに」篇（2019年 - ）
  - 「帰ってきた先輩」篇、「負けないオーナー」篇、「父さんの決断」篇、「私のアンサー」篇（2021年 - ）[125]
- TVer「NOW ON TVer」鮮魚店編、町中華編（2022年）

### 広告
- サイクルベースあさひ 「自転車LOVERS」（2013年）
- 髙橋真梨子 アルバム「Adultica 〜バラードを、いつも隣に〜」（2014年）
- ロフト「好き LOFT」（2017年）
- 日経 The KNOWLEDGE プロモーション動画 ビジネス情報共有編、ビジネス情報収集編（2021年）[126]
- シチズン時計 xC ウェブ広告（2024年）

## 監督作品

### 映画
- あさつゆ（2016年） - 主演 児玉凛 役、監督・脚本・編集[127]
- BEATOPIA（2017年） - 出演 松田凛 役、監督・脚本・編集[128][30][31][129][130]
- 最期の星（2018年、早稲田大学 是枝裕和教授 2017年度映像制作実習作品）監督・脚本・編集[131][132][133][134][135]
- 海辺の金魚（2021年）※初長編 - 監督・脚本・編集[12][136][137][138][139][140][141][142][143][144][145][146][147]
  - 第22回韓国・全州（チョンジュ）国際映画祭インターナショナルコンペティション部門 2021年5月1日ワールドプレミア上映[11][148][149]
  - 劇場公開 2021年6月25日～新宿シネマカリテ、シネ・リーブル梅田他[12]
  - 新宿東口映画祭、ウディネ・ファーイースト映画祭（イタリア）、日本映画祭ジャパン・カッツ（アメリカ）、CAMERA JAPAN（オランダ）[150]、InlanDimensions International Arts Festial 2021（ポーランド）[151]

### ショートムービー
- 月（2016年） - 監督、声の出演
  - 岩井俊二のMOVIEラボ シーズン2（2016年2月、NHK Eテレ）#3「恋をする」1分スマホ映画放送
- MOOSIC LAB 2016 予告編（2016年）[152]
- 「阿久根日和」阿久根市観光連盟（現・まちの灯台あくね）（2018年）- 監督・撮影・編集、出演[153]
- YouTube「とおまわりチャンネル」（2023年3月 -）[18][19]
- Konny ブランドムービー「今日もたいへん、よくできました。」 （2023年9月21日 -）- 監督・撮影・編集[21][154]

### MV
- 恋は魔物「美しくってばかみたい!」（2017年6月27日）- 監督

## 執筆作品

### 小説
- 海辺の金魚（2021年6月10日、ポプラ社）[13][155][156][157]

同名監督映画のノベライズ。「海辺の金魚」「みっちゃんはね、」「星に願いを」「花びらとツバメ」以上4篇の連作短編集。

### エッセイ
- フォトエッセイ『猫にまたたび』（2021年12月1日、blueprint、写真：増田彩来）[14][158][159][160]

### 雑誌
- 雑誌「とおまわり１」（2024年3月、企画・撮影・執筆・デザイン・編集・発行：小川紗良）[15]

### 絵本
- 絵本「ちえりとチェリー」（2019年3月、原作・中村誠、文・小川紗良、絵・末吉陽子　映画「ちえりとチェリー」クラウドファンディング特典）

- 絵本「本がきらい 本がすき」（2025年4月、アノニマ・スタジオ、作・絵：マリアホ・イルストゥラホ、訳：小川紗良）[161]

### その他 寄稿
- 新聞
  - 各地方紙 書評『ラブ＆ポップ』（村上龍、2018年4月）- 文／小川紗良
  - 読売新聞「空想書店」悩める「娘」の道しるべに…６月の店主は小川紗良さんです（2021年6月13日）[162]
- 雑誌
  - 文學界「Author's Eyes 小川紗良 きれいなひと」（2020年8月号、文藝春秋）[163]
  - 小説すばる「○活」ACTION.41 干し活 小川紗良（2021年9月号、集英社）
  - 小説トリッパー エッセイ＜TRIP体験＞ 三年間の恍惚 小川紗良（2021年冬号、朝日新聞出版）[164]
  - 文芸誌フリーペーパー「STORY BOX」リレーエッセイ 思い出の味 小川紗良「色とりどりの餅」（2022年2月号、小学館）[165][166]
  - 小説現代「読書中毒日記」小川紗良（2022年3月号、講談社）[167]
  - 暮しの手帖 随筆 オーバーホール 小川紗良（2022年6月-7月号 初夏 第5世紀18号、暮しの手帖社）[168]
  - 文藝 書評 児玉雨子「##NAME##」評 小川紗良（2023年冬季号）[169][170]
  - オズマガジン コラム「能登の夏、奇祭の夜」小川紗良（2024年10・11月号、スターツ出版）
- 書籍
  - 『14歳からの映画ガイド 世界の見え方が変わる100本』（2023年9月27日、河出書房新社）宇宙船シネマ号にのって『大阪物語』（市川準監督 1999年）- 小川紗良[171]
- 電子書籍
  - 『小説 野性時代』 コラム「告白します」読書嫌いな少女の末路 小川紗良（2022年1月号 第218号、KADOKAWA）[172]
- ウェブ
  - 水道橋博士のメルマ旬報「凛としていられない！」（2017年4月11日 - 2022年）
  - She is（2018年3月16日）この星に生まれて／小川紗良[173]
  - 小川紗良の自由帳（2020年4月30日 -、note）[174]
  - リアルサウンド映画部（2020年7月19日）小川紗良の「風の谷のナウシカ」評：すべての悲しみに、きっといい風が吹くように[175]
  - リアルサウンド映画部（2024年5月12日～）連載　小川紗良の「かけだしの映画たち」[176]
  - me and you little magazine & club（2023年9月1日）未来に向けた過去の記録／小川紗良[177]
  - suumoタウン（2024年1月16日）遠回りするからこそ、とっておきの景色が見られる街・鹿児島県阿久根市｜文・小川紗良[178]
- 映画パンフレット
  - 映画『コット、はじまりの夏』（2024年1月26日） 映画評「彼女の長い足は」小川紗良
  - 映画『ソウルメイト』（2024年2月23日） 映画評「27歳が観た“ソウルメイト”」小川紗良
  - 映画『メイデン』（2025年4月19日） エッセイ“「懐中電灯の少年」と「スパンコールの少女」”小川紗良

## 写真集
- 小川紗良×青山裕企 写真集『凛々とゆく。』 写真・青山裕企 ユカイハンズパブリッシング 2017年8月11日[179]
- フォトエッセイ『猫にまたたび』著・小川紗良写真・増田彩来 2021年12月1日 blueprint[14][158][159][160]

## その他
- 日本精工 NSK VISION 2026 プロジェクト SENSE OF MOTION - Future Forum 8　フォーラム「地球目線で考えよう―共生とイノベーション」総合司会（2023年11月4日　YouTube配信 2023年11月24日-）[180][181]

## インタビューなど
- 雑誌「BRUTUS」No.927（2020年11月15日号）シネマコンシェルジュの映画監督論：小川紗良「女性の生きざまを描く､脚本や演出に驚きがある監督を追う」[182]
- 新聞「日本経済新聞」（2021年6月19日）あとがきのあと　海辺の金魚　小川紗良　子どもの側に寄り添いたい[183]
- 雑誌「Hanako」No.1213（2022年11月号）【私のお茶セット】俳優・文筆家・映像作家の小川紗良さん＆画家の塩谷歩波さん[184]
- 雑誌「AERA」（2023年5月1日-8日号）人生を豊かにする本と映画／小川紗良が自分の意思で初めて読んだ宮本輝の本「短い話にきらめきが詰まっている」[185]
- ウェブ「Real Soundブック」（2023年10月26日）雛倉さりえ × 小川紗良 対談[186]
- 雑誌「BRUTUS」No.996（2023年11月15日号）映画特集　小川紗良 インタビュー[187]
- ウェブ「あしたメディア」（2023年11月8日）小川紗良 インタビュー[188]
- 雑誌「リンネル」（2024年2月号）明日の幸せのためにいま、私たちができること　小川紗良インタビュー[189][190]
- ポッドキャスト「働く女と○○と。」（2024年2月21日-）#73 保育士・親それぞれから見た「保育」の今。#74 フリーランスが小さな会社を作るまで。#75 働く女の息抜きと『美味しんぼ』の効能。【ゲスト：小川紗良（とおまわり）】[191]
- ポッドキャスト J-WAVE×GINZA813ステーション「TIMELESS STYLE」（2024年3月20日）ON AIR！小川紗良と甲斐まりかのファッショントーク。[192] [193]
- 映画「ピアノ・レッスン4Kデジタルリマスター」公式サイト（2024年3月）　小川紗良さん×北村匡平さんトークイベント付き試写会レポート[194]
- PR TIMES 台湾文化センター 台湾映画上映会 映画『金魚の記憶』トークイベントレポート（2024年5月）[195]
- 毎日新聞・夕刊（2024年6月25日）小川紗良「ACROSS THE SKY」ナビゲーター 心に残るものを[196]
- 天然生活web（2024年8月16日）能登半島地震・被災地支援の記録　インタビュー[197]
- 新宿百貨街（2024年10月25日）コラム My Dear Shinjuku　インタビュー[198]
- ウェブ「your SELECT」（2024年10月31日）the best of your select　インタビュー[199][200][201]